# Jorien ter Morsová
Jorien ter Morsová (* 21. prosince 1989 Enschede) je bývalá nizozemská shorttrackařka a rychlobruslařka.
V short tracku je trojnásobnou medailistkou z mistrovství světa (2× stříbro, 1× bronz) z let 2011 a 2013, na evropských šampionátech pravidelně získává medaile od roku 2007. Startovala na Zimních olympijských hrách 2010, kde v závodě na 500 m skončila na 23. místě, na kilometru byla diskvalifikována a ve štafetě na 3000 m skončil nizozemský tým čtvrtý. Na následných ZOH 2014 se umístila šestá (500 m) a čtvrtá (1500 m), v závodě štafet byl nizozemský tým diskvalifikován. Ze Zimních olympijský her 2018 si přivezla bronzovou medaili ze závodu štafet. Po sezóně 2017/2018 přestala v short tracku závodit.
Prvního závodu v klasickém rychlobruslení se zúčastnila na podzim 2010, na mezinárodní scéně se poprvé představila na začátku sezóny 2012/2013, kdy na mítinku Světového poháru byla třetí na trati 3000 m a druhá v závodě s hromadným startem. Během tohoto ročníku však již na velkých rychlobruslařských závodech nestartovala. V sezóně 2013/2014 se opět představila pouze na jednom mítinku Světového poháru. V následné nizozemské kvalifikaci se probojovala na Zimní olympijské hry 2014, kde získala zlaté medaile na distanci 1500 m a ve stíhacím závodě družstev. Na Mistrovství světa na jednotlivých tratích 2016 zvítězila na tratích 1000 m a 1500 m a na sprinterském světovém šampionátu téhož roku vybojovala bronz. Na premiérovém sprinterském Mistrovství Evropy 2017 získala stříbrnou medaili, na MS 2017 si na trati 1000 m dobruslila pro bronz. Na sprinterském světovém šampionátu 2017 obhájila bronzovou medaili. Zúčastnila se také Zimních olympijských her 2018, kde vyhrála závod na 1000 m a na poloviční distanci byla šestá. Na následném Mistrovství světa ve sprintu zvítězila.
Po nizozemském sprinterském šampionátu v lednu 2022, na němž skončila čtvrtá, oznámila konec závodní kariéry.